# ستاد ضدتروریسم (هند)
ستاد ضدتروریسم هند (انگلیسی: Anti-Terrorism Squad (India)) یا(ATS) نیروی ویژه پلیس در چندین ایالت هند از جمله مهاراشترا، گجرات، کرالا، اوتار پرادش، راجستان و بهار است. در مهاراشترا توسط ویویک فانساکار افسر ارشد پلیس ایالتی هند (IPS) رهبری می‌شود. این گروه چندین حمله تروریستی را در این کشور کشف و خنثی کرده‌است.
نیروی ویژه ضد تروریسم در سال ۱۹۹۰ در مهاراشترا توسط رئیس پلیس بمبئی بنام آفتاب احمد خان معروف به آ.آ. خان تشکیل شد وی از تیم‌های سوات (سلاح‌ها و تاکتیک‌های ویژه) وابسته به اداره پلیس لس‌آنجلس برای جنگ با تروریسم الهام گرفت. از زمان شکل‌گیری آن در سال ۱۹۹۰، افسران ستاد ضدتروریسم تعداد ۲۳ جایزه شجاعت دریافت کرده‌اند.
ستاد ضد تروریسم بمبئی در حملات ۲۶ نوامبر ۲۰۰۸ در بمبئی در عملیات نجات گروگان‌ها در مناطقی چون بمبئی، مهاراشترا شامل هتل‌های پنج ستاره کاخ تاج‌محل و اوبروی تریدنت شرکت کرد. بعد از حملات، همچنین شروع به عضوگیری کودکان (بالای ۱۲سال) به عنوان افسران تیم ضدتروریسم به ویژه در بمبئی نمود و به آنان آموزش سری داده می‌شد.

## سرکوب و اصلاح
ستاد ضدتروریستی در دسامبر ۱۹۹۰ تشکیل شد و ۷۰ درصد در کاهش میزان جرائم در مومبای کمک کرد. با اینحال، موارد نقض حقوق بشری زیادی توسط تیم‌ها در زمینه شکنجه و تیراندازی به مردم صورت گرفت. بدنبال تیراندازی به مجتمع لوکاندوالا در ۱۶ نوامبر سال ۱۹۹۱ و خیلی از وقایع دیگر، این سازمان در ژانویه ۱۹۹۳ منحل گردید. آ.آ. خان فرمانده این برنامه، در ۲۹ ژانویه ۱۹۹۳ به پلیس جنایی هند بخش ضد جنبش کمونیستی شهر ناگپور منتقل گردید و بدنبال آن این برنامه منقضی گردید. یک ماه بعد در ۱۲ مارس ۱۹۹۳ انفجارهای بمبئی بوقوع پیوست و بعد از آن میزان جنایات افزایش یافت.
همان‌طور که در اطلاعات موجود وب سایت رسمی پلیس بمبئی موجود است، تیم ضد تروریسم توسط دولت مهاراشترا به وجود آمد، رجوع شود بهGR No. SAS-10/03/15 / SB-IV بتاریخ ۸ ژوئیه ۲۰۰۴.

## اهداف
اهداف تعریف شده تیم ضد تروریسم عبارت هستند از:
1. برای کسب اطلاعات در مورد عناصر ضد ملی که در هر بخشی از مهاراشترا کار می‌کنند
2. برای هماهنگی با آژانس‌های اطلاعات مرکزی مانند IB و RAW و تبادل اطلاعات با آنها
3. برای هماهنگی با سازمان‌های مشابه ایالت‌های دیگر
4. برای ردیابی و از بین بردن فعالیت‌های مافیا و دیگر سندیکاهای جنایی سازمان یافته
5. برای شناسایی ارزهای تقلبی و قاچاق مواد مخدر[۳]

## شاخه‌ها
چندین ایالت در هند، واحدهای ضد تروریسم (ATS) را در نیروهای پلیس خود ایجاد کرده‌اند، از جمله:
- مهاراشترا
- احمدآباد، گجرات[۴]
- لکهنو، اوتار پرادش
- راجستان
- بهار (استان هند)
- مادیا پرادش
- بنگال غربی

## تیراندازی در سال ۱۹۹۱ لوکاندوالا
در ۱۶ نوامبر ۱۹۹۱، آ آ خان فرمانده تیم ضدتروریسم یک واحد از مأمورین را در حمله به ساختمان اسواتی در لوکاندوالا فرماندهی کرد که در جریان آن هفت تبهکار از جمله مایا دولاس و دلیپ بووا کشته شدند. تیراندازی بمدت ۴ ساعت ادامه داشت و بیش از ۴۵۰ گلوله شلیک شد.

## حملات نوامبر ۲۰۰۸ مومبای
همانت کرکار، رئیس پیشین تیم ضد تروریسم به همراه دو افسر دیگر (کمیسیونر آشوک کامته و متخصص نظامی ویجی سالاسکار) در روز ۲۶ نوامبر ۲۰۰۸، در جریان درگیری با تروریست‌ها در حملات نوامبر ۲۰۰۸ در بمبئی در بیمارستان کاما و آلبلس در منطقه زوبیتالوا مومبای کشته شدند. وی در بین ۱۴ پلیسی بود که در مواجهه با تروریست‌ها در مومبای کشته شد.
تروریست‌ها در بسیاری از مکان‌های مومبای مانند هتل کاخ تاج‌محل و هتل‌های اوبروی و تریدنت، و هتل نریمان پوینت تعدادی را به گروگان گرفتند. در این اماکن، تروریست‌ها ۱۴۶ نفر از مردم را کشته و ۳۲۷ نفر را مجروح کردند و حداقل ۱۵ تن از مردم را به گروگان گرفتند. مقامات هندی برآورد کرده‌اند که ۹۶ نفر از مردم کشته و حداقل ۳۰۰ نفر از آنان مجروح شده‌اند. کارکار یک افسر دسته IPS در سال ۱۹۸۲ بعد از یک دوره هفت ساله توسط شاخه تحقیقات و تحلیل وابسته به آژانس اطلاعات خارجی هند در اتریش، به کادر ایالتی خود بازگشته بود.

## تیراندازی سال ۲۰۰۹
در ۲۵ ژانویه ۲۰۰۹، عناصر تیم ضد تروریسم پس از دریافت یک اخطار، یک خودرو مدل ماروتی ۸۰۰ با شماره پلاک اوتار پرادش در نویدا را مورد تعقیب قرار دادند. در خلال تعقیب، تروریست‌ها به مأمورین پلیس شلیک نمودند، که این امر باعث گردید که تیر به لاستیک خودرو مظنونین برخورد کرده و از جاده منحرف گردد. سپس مأمورین تیم ضدتروریسم پشت یک راهبند پوشش گرفته و بمدت ۳۸ دقیقه با تروریست‌ها به تبادل آتش سنگین پرداختند. در خلال تبادل آتش، افسر وینود کومار توسط گلوله مجروح شد. دو تروریست پس از اینکه با گلوله مجروح شدند تسلیم شدند و به دلیل جراحات وارد به بیمارستان منتقل شدند.

## تاریخچه عملیاتی
| عمل                                                                                        | تاریخ                           | محل               | کشته در عملیات | نظر/ جزئیات |
| حملات نوامبر ۲۰۰۸ در بمبئی                                                                 | ۲۶ نوامبر ۲۰۰۸ – ۲۹ نوامبر ۲۰۰۸ | مومبای            | بله            | افسران تیم ضد تروریسم به حمله تروریست‌ها در بمبئی در ۲۶ دسامبر پاسخ دادند. همانت کارکایر. رئیس تیم ضدتروریسم در مقابله با تروریست‌ها کشته شد. |
| تیراندازی به تیم ضدتروریسم در نویدا                                                        | ۲۴ ژانویه ۲۰۰۹                  | نویدا، دهلی.      | خیر            | خودروی تیم ضد تروریسم مورد تعقیب قرار گرفت و بلافاصله توسط دو تروریست در حوالی منطقه نویدا به آن شلیک شد. افسر تیم ضد تروریسم بنام شارما در این تیراندازی مجروح گردید. |
| تخلفات سازمان بین‌المللی دریانوردی IMO در کشتی شناور دریایی الانگ و تروریست‌های مواد مخدرDEA | مه ۲۰۱۰ – در دست پیگیری         | بمبئی، آلنگ، دهلی | خیر            | تیم ضد تروریسم تحقیقات مربوط به کشتی‌های قاچاق که وارد تسهیلات شناور دریایی الانگ می‌شدند و ارتباط آن‌ها با مواد توزیع شده و منابع آن‌ها برای تروریست‌ها را برعهده گرفت که شامل حمله به دهلی و مومبای اداره مبارزه با مواد مخدر آمریکا و کشتی‌هایی مانند اس‌اس فرانس (۱۹۶۱) نروژ و اس اس استقلال و غیره می‌شدند. |